# あなたにいてほしい
「あなたにいてほしい」(Now You're Not Here) は、イギリスのデュオ、スウィング・アウト・シスターの楽曲。5枚目のスタジオ・アルバム『シェイプス&パターンズ』に収録されており、日本ではシングルとしてもリリースされた。

## 解説
「あなたにいてほしい」はTBSテレビ系ドラマ『真昼の月』の主題歌として書き下ろされた。ダスティ・スプリングフィールドに歌ってもらう案も出ていたが、ダスティの体調が悪かったことでその話は流れた。
『シェイプス&パターンズ』にはアルバム・ヴァージョンで収録されている。

## 受賞
1997年の日本ゴールドディスク大賞で洋楽部門グランプリ・シングル賞を受賞した。

## 収録曲
1. あなたにいてほしい（オリジナル・シングル・ミックス）
2. あなたにいてほしい（TVミックス）
3. あなたにいてほしい（クール・ミックス）
4. あなたにいてほしい（カラオケ）